# 腕挫三角固

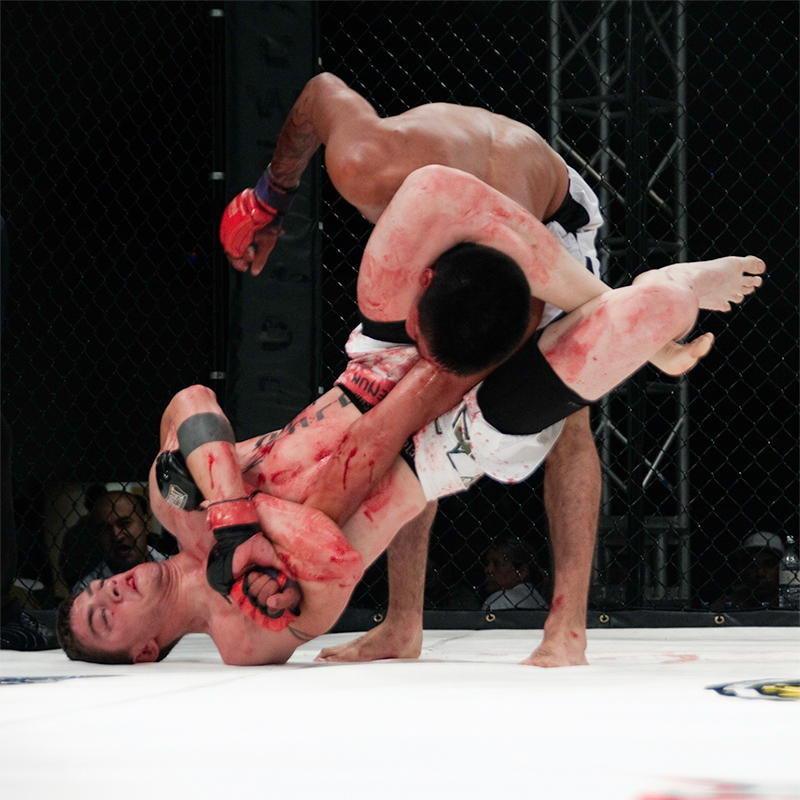
アマMMAにおける腕挫三角固の一種、下からの表三角固

腕挫三角固（うでひしぎさんかくがため）は、相手の肘を極める、柔道・総合格闘技等における関節技でアームロックの一種である。三角絞めを仕掛ける様な状態からのアームロック。両脚の中の相手の腕を極める、外の相手の腕を極める、相手の腕を伸ばして極める、捻って極める、様々なバリエーションがある。講道館や国際柔道連盟 (IJF) での正式名。IJFでの別正式名三角固（さんかくがため）、U.H. sankaku gatame。IJF略号SGT。現代仮名遣いにより、腕ひしぎ三角固めとも表記される。英語ではトライアングルアームバー（Triangle Armbar）。別名挟み逆（はさみぎゃく）、松葉緘（まつばがらみ）、松葉固（まつばがため）、三角緘（さんかくがらみ）、腕挫松葉固（うでひしぎまつばがため）、三角攻（さんかくぜめ）、三角腕固め（さんかくうでがため）。

## 歴史
1921年、金光弥一兵衛と早川勝らが二葉松の松葉の様に両脚を伸ばしての極め技「松葉搦み」を開発。のちの三角絞や腕挫三角固と知られる松葉搦みだが当初は関節技、つまりは腕挫三角固として使われることが多かった。

## バリエーション

### 表三角固
表三角固（おもてさんかくがため）は前三角絞（表三角絞）からの腕挫三角固。代表的なのは腹部を張って体全体で反り返るようにし両脚の中の受の腕を腕挫十字固と同様に極める。腕挫三角固めの原型で両脚が松葉の様な形態の絞緘が発明された1921年から5年後の1926年の書籍『新式柔道』に既にこの片足首と片膝裏で両脚を組む形態が写真付きで紹介されている。相手が首を引き抜こうとして腕を伸ばした際に、そのまま極めることも多い。PRIDEのリングではアントニオ・ホドリゴ・ノゲイラがマーク・コールマンに、この技を極めている。2007年3月12日のHERO'Sでビトー・シャオリン・ヒベイロも上山龍紀に、この技を極めている（発表は「腕ひしぎ逆十字固め」）。
映画『柔道の真髄 三船十段』ではこの形態と両手で相手の手首を持ってV1アームロックの様に捻る形態を三角固腕挫（さんかくがためうでくじき）と呼んでいる。
両脚の中の受の腕を腕挫腕固と同様に極める形態もある。他に両脚の外の受の腕をチキンウィング・アームロックの様に極める形態もある。

#### 反対三角攻
反対三角攻（はんたいさんかくぜめ）は通常とは両脚を左右逆に組む表三角固。両脚で相手の頭部と右腕をとらえ自身の左膝裏に自身の右足首を掛けて組んで肘関節技を掛ける。

### 横三角固
横三角固（よこさんかくがため）は横三角絞からの腕挫三角固。両脚の外の受の腕を腕挫十字固やチキンウィング・アームロックや両手で持っての腕挫手固の様に捻って極める形態がある。両脚の中の受の腕を片手で押して伸ばしたり、捻ったりする形態もある。別名横三角攻（よこさんかくぜめ）。
試合での実例
- UFC 172第8試合ミドル級ワンマッチ5分3R - 2014年4月26日

○ルーク・ロックホールド （1R 2:08 キムラロック）ティム・ボッシュ × YouTube
両脚の外の腕をチキンウィング・アームロック（キムラロック）の様に極める腕挫三角固。

### 後三角固
後三角固（うしろさんかくがため）は後三角絞からの腕挫三角固。両脚の中に入った受の腕を腕挫十字固めの様に極める形態がある。腕挫三角固めの原型が発明された1921年から5年後の1926年の書籍『新式柔道』に既に写真付きで紹介されている。映画『柔道の真髄 三船十段』では両脚を通常とは左右逆に組んだ形態を腕固腕挫（うでがためうでくじき）の名称で紹介している、後三角攻（うしろさんかくぜめ）。

### 縦三角絞から
縦三角絞から極める腕挫三角固もある。下からの縦三角絞から両脚の外の受の腕をチキンウィング・アームロック、ストレートアームバーにとる形態などがある。
試合での実例
- UFC 73第2試合ウェルター級5分3R - 2007年7月7日

○クリス・ライトル （1R2:15 腕ひしぎ三角固め） ジェイソン・ギリアム× YouTube
両脚の外の左腕を腕緘ストレートアームバーの様に極めた。

### 絞緘

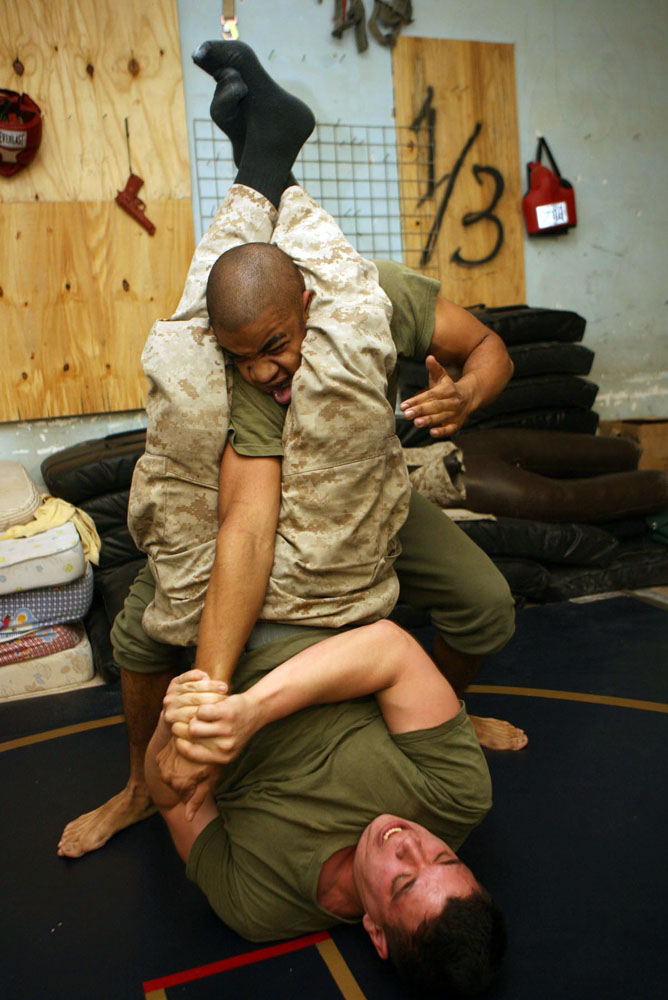
米海兵隊員による腕挫三角固の一種絞緘の実演

絞緘（しめがらみ）は肩絞からの腕挫三角固。柔道川石メソッドでは原形の様に両脚を伸ばし両脚の中に入った受の腕を腕挫十字固の様に極めている。別名足緘腕固（あしがらみうでがため）。

## 分類と名称
抑込技崩上四方固にも「三角固」、「横三角固」があるがそれらとは別の技である。